# Linea 1 (metropolitana di Napoli)
La linea 1 è una linea della metropolitana di Napoli che collega la città da nord-ovest, con capolinea Piscinola-Scampia (tra i quartieri di Piscinola e Scampia), a sud-est, con capolinea Centro Direzionale (presso il Centro direzionale di Napoli, nel quartiere Poggioreale). È gestita dall'ANM.
La tratta operativa ha una frequenza media dichiarata di una corsa ogni 9 minuti (dalle ore 6 alle ore 21), mentre nelle rimanenti fasce orarie (dalle 21 a fine servizio) ogni 14 minuti.
La linea si sviluppa lungo 20,7 km per 20 stazioni, con un tempo di percorrenza di 34 minuti. La maggior parte del tragitto si sviluppa in galleria, fatta eccezione per un breve tratto in trincea tra Garibaldi e Centro Direzionale e la tratta in viadotto da Colli Aminei a Piscinola-Scampia. La linea 1 è nota anche come "metropolitana collinare" in quanto serve diverse zone collinari della città, come il Vomero, l'Arenella, i Colli Aminei, e la zona ospedaliera.
Ad aprile 2025 risultano in costruzione le tratte da Centro Direzionale a Capodichino e da Piscinola-Scampia a Di Vittorio, in modo tale da poter completare l'anello. 
Incrocia la linea 2 nelle stazioni di Garibaldi e Museo, la linea 6 presso Municipio e la linea 11 a Piscinola-Scampia.
Nel 2009, per le sue stazioni dell'arte, la linea 1 ha ricevuto a Londra il Most Innovative Approach to Station Development Award, vincendo fra oltre trecento concorrenti.

## Storia

### Prodromi: il progetto di Lamont Young
Il primo progetto riguardante la costruzione di una linea metropolitana per la città partenopea risale al 1874 e fu opera dell'architetto britannico Lamont Young, il quale espose, ad un concorso bandito dal comune per la costruzione di linee tranviarie, la realizzazione di una linea che collegasse la stazione Centrale con le zone di Bagnoli e Posillipo, servendo anche il quartiere collinare del Vomero tramite la costruzione di un lungo ascensore con un dislivello di 162 metri. Il progetto fu negli anni revisionato e poi presentato al consiglio comunale nel 1888, ma non fu però perseguito per la mancanza di fondi soprattutto da parti di enti privati. Il progetto di Lamont Young venne poi recuperato nel 1902 dagli ingegneri Ferdinando Serio e Dionigi Gallarati: i due proposero la costruzione di una fitta rete metropolitana che si sarebbe estesa in modo radiale dal Vomero (piazza Vanvitelli) raggiungendo diversi punti nevralgici come la stazione Centrale, piazza Dante, San Ferdinando (piazza del Plebiscito), Mergellina, Soccavo e persino i Camaldoli e Agnano. Dopo diverse revisioni, il progetto finale fu approvato nel 1911 e il 15 giugno 1913 venne posata la prima pietra a piazza del Plebiscito alla presenza del re Vittorio Emanuele III di Savoia. Tuttavia, i lavori non ebbero seguito e il progetto fu abbandonato.

### Gli inizi: 1963 - 1971
Nel 1963 l'Ente Autonomo Volturno (EAV) propone al Comune di Napoli il progetto di una funicolare che collega il Vomero con il Museo; la Commissione Comunale dei Trasporti però discute su eventuali soluzioni oltre la funicolare. Intorno alla metà del decennio si discute sulla progettazione e costruzione di una vera metropolitana e l'EAV, nel gennaio del 1966, presenta un progetto per collegare Piazza Matteotti con Piazza Medaglie d'Oro, estendibile fino alla Zona ospedaliera e ai Colli Aminei. L'anno successivo il comune approva l'idea e dà "carta bianca" all'EAV per la realizzazione. L'Ente nel frattempo nomina una commissione per lo studio di una linea metropolitana. La metropolitana doveva essere lunga circa 4,5 chilometri e contare 12 stazioni (la distanza tra ogni stazione era di 375 metri): dopo un anno e mezzo il comune approva il progetto e nel giorno dell'approvazione l'EAV propone una versione aggiornata del progetto chiedendo anche la concessione per la costruzione e l'esercizio, che viene rifiutata.
Tra il 1968 e il 1971 intervengono anche l'ATM che tenta di trovare un'alternativa alla cremagliera e l'ATAN presenta un progetto di massima. Nel 1970 chiede un finanziamento che gli viene negato a causa del non elaborato progetto comprensoriale dei trasporti e così falliscono le idee del progetto di massima. Dopo un anno si ricevono i finanziamenti per la realizzazione, circa 42 miliardi di lire, con le condizioni per realizzare il collegamento fino alla stazione centrale. Il progetto viene realizzato ma lo Stato blocca i fondi e non verrà mai realizzato.

### Gli anni settanta: la metropolitana di Napoli

Posa della prima pietra a piazza Medaglie d'Oro il 22 dicembre 1976

Nel 1972 nasce la Società Metropolitana di Napoli, fondata da operatori cittadini e aventi un capitale di circa 1 200 000 lire, presentano un progetto al ministero ma non viene accettato, dopo due anni si ebbe un nuovo rifinanziamento per la concessione di realizzazione della metropolitana, le competenze in materia passano alle regioni e il capitale della società sale a 10 000 000 di lire e contemporaneamente si associano la società della Metropolitana di Milano altre piccole imprese che contribuiscono alla realizzazione e alla produzione di fondi necessari. Alla vigilia di Natale del '74 avviene l'approvazione del progetto con soluzioni ottimali per la tratta Bovio-Garibaldi.
Nel triennio 1975-1977 viene approvato il progetto di massima alla commissione interministeriale, nel '76 entra per la realizzazione anche il Consorzio Metronapoli che acquisterà la Società Metropolitana di Napoli con il pacchetto azionario. Il comune concede alla società Mn di realizzare il progetto, affidandone la Progettazione e la Direzione dei Lavori alla Metropolitana Milanese SpA per il suo alto know how nel settore, avendo già realizzato la Linea rossa e la Linea Verde della metropolitana di Milano. Il 22 dicembre del medesimo anno viene posta dal sindaco Maurizio Valenzi e dall'assessore ai trasporti Luigi Buccico la prima pietra per la Stazione Medaglie d'Oro. L'anno successivo viene presentato il progetto di massima con allungamento fino alla nascente periferia popolare di Scampia e Piscinola con l'annesso deposito, l'appropriazione di quest'ulteriore modifica viene approvata nel 1978 con l'aiuto della Comunità europea. Le stazioni previste erano quindi: Garibaldi - Forcella - Duomo - Bovio - Carità - Dante - Museo - Materdei - Salvator Rosa - Cilea - Vanvitelli - Medaglie d'Oro - Montedonzelli - Rione Alto - Policlinico - Colli Aminei - Frullone - Chiaiano - Piscinola.
La progettazione e realizzazione della linea 1 fu affidata al consorzio Metropolitana di Napoli S.p.A., in virtù della convenzione stipulata il 22 luglio 1976, da allora vigente. Sebbene la direttiva 71/305/CEE del 26 luglio 1971 imponesse l'adozione di procedure ad evidenza pubblica per l'affidamento di lavori pubblici, la concessione relativa alla realizzazione dell'opera fu attribuita mediante trattativa privata, attraverso la sottoscrizione di atti integrativi successivi alla convenzione iniziale.

### Gli anni ottanta: la realizzazione della prima tratta

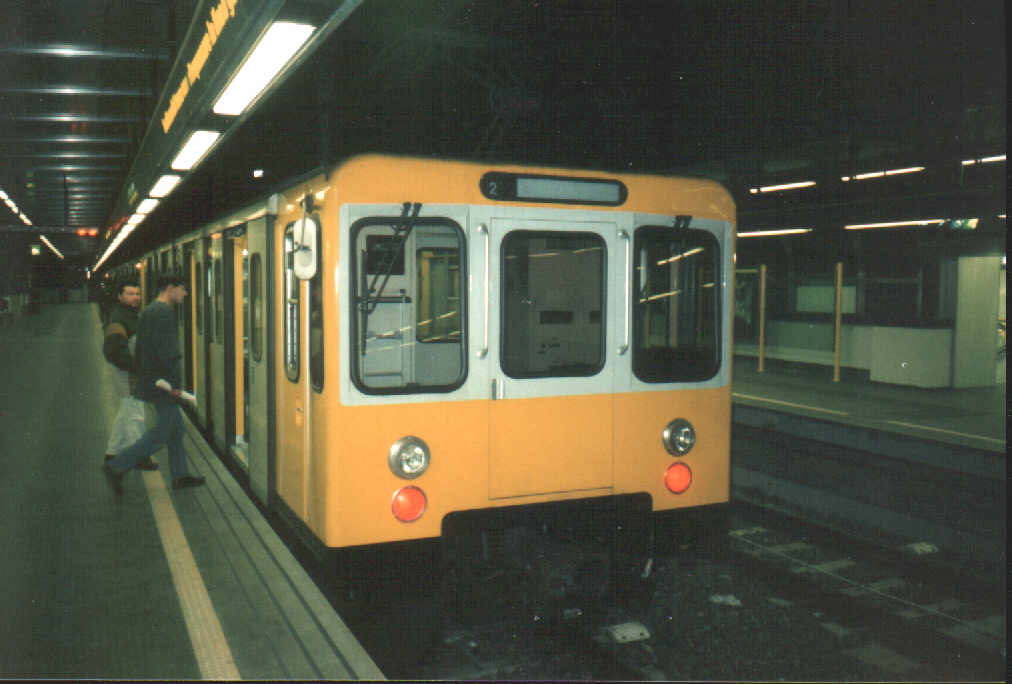
Convoglio della metropolitana di Napoli nel 1996

Nel 1980 si passa alla cantierizzazione di Piazza Vanvitelli. Alla progettazione della stazione partecipa anche l'architetto Michele Capobianco, cui la MM SpA ha affidato il relativo incarico di collaborazione. Il 23 novembre di quell'anno, con la realizzazione di buona parte della stazione e del tratto sotterraneo, il Terremoto dell'Irpinia colpisce lievemente Napoli e i cantieri vengono riveduti per l'adeguamento delle nuove norme antisismiche operato dalla MM SpA con la collaborazione di geologi e strutturisti napoletani. A seguito del terremoto e in risposta alla crescente domanda di edilizia abitativa, viene approvato un Piano di Recupero delle Periferie che stabilisce il prolungamento verso Nord della linea fino a Piscinola, con l’intento di migliorare il collegamento delle aree periferiche al centro cittadino. La Comunità Europea finanzia il 33% della spesa totale.
Nel 1983 per mancanza di fondi si bloccano i lavori e nel 1984 il comune accende i mutui per il proseguimento dell'opera. L'anno successivo la MN stipula il contratto per la realizzazione per il tratto Colli Aminei - Piscinola con fondi stanziati dal Comune, dallo Stato e dalla Comunità, in maggio vengono aperti i cantieri per la realizzazione delle stazioni tra piazza Medaglie d'Oro e Colli Aminei. Tra il 1986 e il 1988 aprono i cantieri Colli Aminei-Piscinola e Vanvitelli-Salvator Rosa.

### Gli anni novanta: l'apertura delle prime stazioni
La prima tratta, da Vanvitelli a Colli Aminei, venne attivata il 28 marzo 1993. Caratteristica dell'intera tratta sotterranea, fatta eccezione per quella realizzata con metodo cut and cover (da piazza Vanvitelli a piazza Medaglie d'Oro), fu quella delle gallerie a doppia canna, una per senso di marcia. Fra le stazioni Vanvitelli e Medaglie d'Oro, inoltre, fu necessario realizzare il piano binari (ovviamente coperto dalla carreggiata stradale mediante un semplice solaio) immediatamente sotto il ponte di via Mario Fiore, riducendo quindi la luce libera sulla sottostante via S.Gennaro ad Antignano (non possono transitarvi, infatti, i veicoli con altezza superiore a 4,5 m.).
Inizialmente la linea era gestita provvisoriamente dalle Ferrovie dello Stato. Successivamente poi, la gestione sarebbe stata trasferita dal Comune di Napoli ad ATAN, oggi ANM.
Il 19 luglio del 1995 seguì il tratto in viadotto Colli Aminei-Piscinola.
Tra il 1996 e il 2000 aprirono i cantieri per le tratte Materdei - Dante e la successiva Dante - Garibaldi. Inoltre, con il piano generale dei trasporti vennero cambiati i progetti originari unendo in un unico anello la metropolitana:  la tratta completa diventò quindi Piscinola-Dante-Garibaldi-Aeroporto-Piscinola. Venne eliminata dal progetto la stazione Forcella, in quanto troppo vicina a quella di piazza Garibaldi e quindi di fatto inutile. Con la modifica del tracciato venne invece aggiunta la stazione Municipio.

### Dal 2000 al 2010: l'arrivo nel centro della città

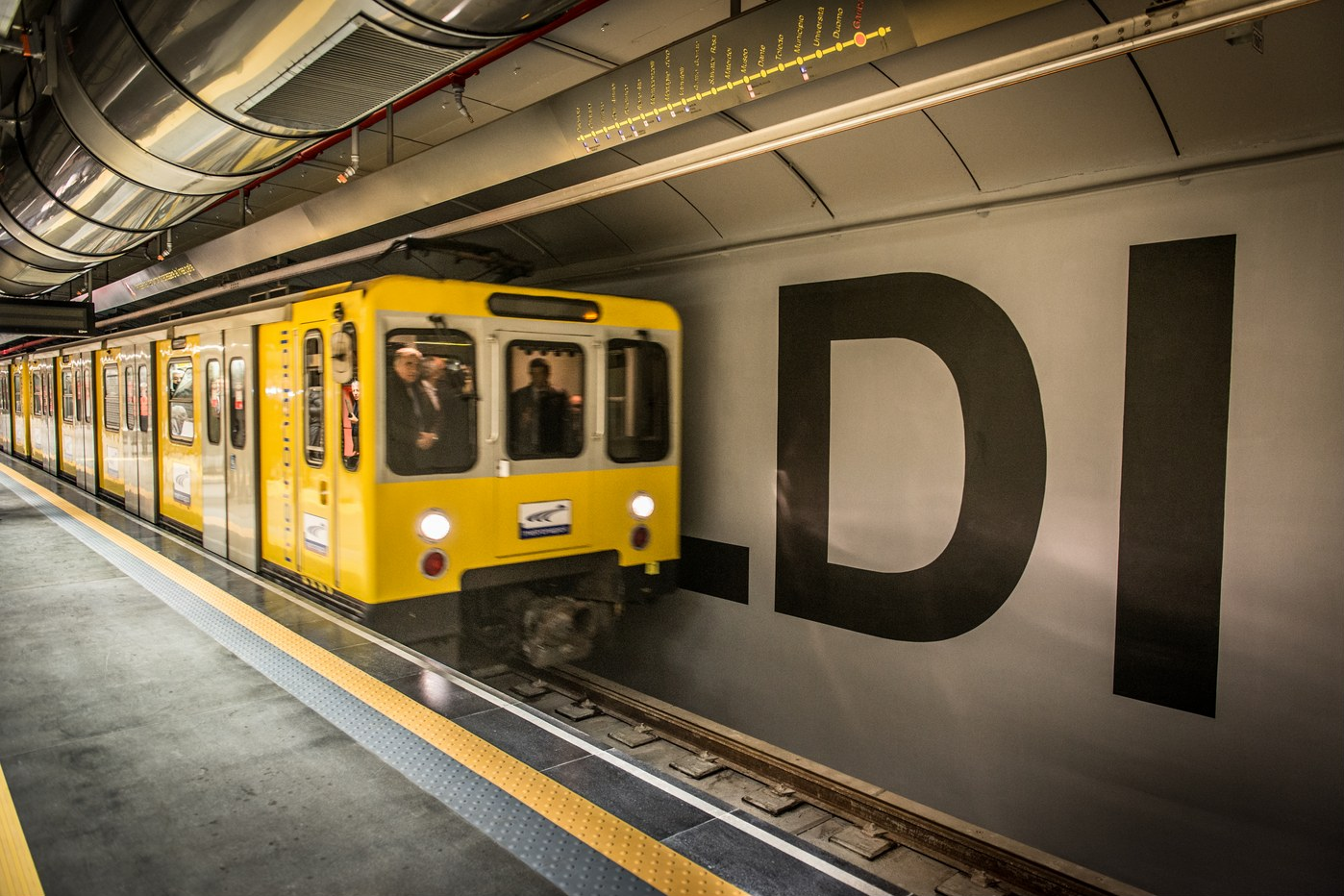
Inaugurazione della stazione Garibaldi (2 dicembre 2013)

Nel 2001 venne aperta la tratta Vanvitelli-Museo, provvisoriamente esercita a binario unico e servita da un collegamento navetta distinto dal resto della linea. All'inizio era presente una sola fermata intermedia, quella di Cilea. Poco dopo, su questa stessa tratta venne aperta la stazione intermedia di Salvator Rosa. Il 1º febbraio dello stesso anno, la gestione della linea viene affidata alla nascente società Metronapoli S.p.A.
Il 27 marzo 2002 venne attivato il prolungamento da Museo a Dante con l'esercizio del doppio binario essendo quest'ultima stazione dotata di asta di manovra. Nel 2003 aprì la stazione Materdei, intermedia tra Salvator Rosa e Museo, mentre la stazione Cilea venne rinominata "Quattro Giornate", prendendo quindi il nome dall'omonima piazza sotto il quale è ubicata.
Tra il 2004 e il 2005 la stazione Vanvitelli fu soggetta ad un restyling degli ambienti.
Dal 2005, inoltre, si affiancò la linea Arcobaleno, che pur correndo in un tunnel differente ricalca parte del percorso della linea 1 e condivide con quest'ultima la stazione di Piscinola (la quale è costruita infatti su due livelli).
Tra il 2006 e il 2007 venne inserito nelle stazioni e sui treni anche un nuovo impianto di diffusione sonora, con annunci più frequenti nelle stazioni e sui convogli in italiano ed inglese, dapprima solo nelle principali stazioni, poi esteso a tutta la linea e ai convogli.
La sopraggiunta crisi economica internazionale del 2008 e la revisione della tratta Dante-Garibaldi, che inizialmente prevedeva il taglio diretto da "Carità" (poi spostata più a sud su "Toledo") a "Bovio" (poi "Università") sotto piazza Matteotti impossibilitato dai ritrovamenti archeologici (soprattutto quelli di piazza Municipio che aprono l'idea allo scenario dell'hub tra le due linee metropolitane urbane), fece sì che non ci fossero altri prolungamenti negli ultimi anni del decennio.

### Dal 2010 al 2025: l'attraversamento del centro cittadino e il collegamento con la linea 6
Il 26 marzo 2011 venne aperta la tratta Dante-Università, inizialmente a binario unico e senza fermate intermedie: tra la stazione Università e quella di Dante era attivo un servizio navetta, in attesa del completamento della successiva stazione di Garibaldi.
Il 12 aprile 2012 venne presentata alle autorità la stazione Toledo, tra Dante e Università, entrata in funzione il successivo 17 settembre.
Il 24 ottobre 2013 la società ANM ritorna a gestire l'intera linea in seguito alla fusione di Metronapoli S.p.A. in ANM.
Il 2 dicembre 2013 venne inaugurata alla presenza delle autorità il prolungamento tra Università e la stazione Garibaldi, aperta al pubblico il successivo 31 dicembre. La sua attivazione permise un importante nodo di scambio con la stazione di Napoli Centrale, con la stazione di Piazza Garibaldi della linea 2 e con la stazione Napoli Garibaldi della Circumvesuviana. Inoltre il servizio tornò ad essere a doppio binario sull'intera tratta, senza più la necessità di cambiare treno e il superamento del servizio navetta.
Il 23 maggio 2015 venne inaugurata la stazione Municipio (tra Toledo e Università) con l'uscita provvisoria al centro della piazza e la definitiva (servita da un ascensore) su via Medina, che entrò in funzione dal 2 giugno dello stesso anno; della stessa stazione, venne aperta la seconda uscita definitiva su Palazzo San Giacomo il 21 luglio 2017 e la terza uscita definitiva su via Depretis (arricchita col monumentale orologio dell'E.A.V. che si collocava lì un tempo) il 21 dicembre 2018. Da quel momento la stazione cambiò il suo nome in Municipio-Porto.
Il 21 luglio 2017 viene abbattuto l'ultimo diaframma del tunnel di collegamento tra la linea 1 e la linea 6, che consentirà alle due linee di interscambiarsi nella stazione di Municipio-Porto.
Il 29 novembre 2019 viene inaugurato alla presenza del Ministro Paola De Micheli il lato nord di piazza Garibaldi che, oltre ad essere attrezzato con 150 alberi, un campo per il calcetto e uno per il basket, chioschi attrezzati, giochi per i bambini e una cavea da 2000 posti per spettacoli, è dotato di un nuovo nodo intermodale sotterraneo che porta i viaggiatori con un sistema di scale mobili e tunnel direttamente ai binari della stazione Centrale, della Linea 1 e della Linea 2 del metrò ma anche alla galleria commerciale.
Il 14 gennaio 2020 si è verificato un tamponamento fra tre treni presso il capolinea di Piscinola, in corrispondenza del raccordo per il deposito, con 17 feriti lievi, tra cui due macchinisti in serie condizioni. I disagi, dovuti alla chiusura per circa un mese di un tratto molto importante della metropolitana (Piscinola-Colli Aminei, che stato posto sotto sequestro dalla magistratura), hanno comportato un notevole incremento del traffico nell'area nord di Napoli, rendendo anche molto difficile impiegare navette bus sostitutive subito dimostratesi del tutto insufficienti allo scopo, sono stati oggetto di una protesta nel quartiere Chiaiano e sono stati lamentati da Franco Porzio, campione della nazionale di pallanuoto e presidente onorario dell'Acquachiara, che si trova nella zona del Frullone.
Il 28 luglio 2021, dopo venti anni di cantieri, viene annunciato il completamento della stazione Duomo (tra Università e Garibaldi) e la conseguente inaugurazione e apertura al servizio, avvenuta il successivo 6 agosto.
Il 1º aprile 2025 viene aperta al pubblico, dopo dieci anni di lavori, la stazione di Centro Direzionale, che diventa nuovo capolinea della linea.
A partire dal 2024 sono stati avviati i lavori di sostituzione dei binari lungo gran parte della linea, resi necessari vista la datazione e l'usura dei materiali. Gli interventi, finalizzati all'ammodernamento dell'infrastruttura ferroviaria, si svolgono prevalentemente in orario notturno e si prevede che proseguiranno almeno fino a giugno 2026. Nel quadro dello svolgimento di tali operazioni, è stata disposta la chiusura temporanea al pubblico della tratta Piscinola-Colli Aminei durante il periodo estivo, dal 23 giugno al 15 settembre 2025.

### Lavori in corso e prolungamenti futuri
Il 13 dicembre 2013 è stato approvato dal CIPE (dal 2021 CIPESS) il finanziamento di 650 milioni di euro per la tratta Garibaldi-Capodichino Aeroporto. Tale tratta prevede le fermate intermedie di Poggioreale, Tribunale e Centro Direzionale e corre in parte parallela alla linea Napoli–Nola–Baiano della Circumvesuviana.
Il tratto sotterraneo fra Piazza Garibaldi e Capodichino Aeroporto è parzialmente completo.
Il 31 marzo 2021 è stata completata la prima galleria di collegamento tra le stazioni di Capodichino Aeroporto e Poggioreale, realizzata con una macchina scavatrice, cosiddetta "talpa" che ha scavato per 1 km a 40 metri di profondità fino a Poggioreale, e successivamente è stata riposizionata a Capodichino per lo scavo della seconda galleria. Il completamento di quest'ultima è stato ritardato a causa del crollo di una serie di edifici nel cimitero di Poggioreale il 5 gennaio 2022, causato dall'infiltrazione d'acqua da una falda sotterranea; i lavori si sono fermati sino a fine 2022 poiché l'area è rimasta sotto sequestro per consentire le indagini. Nel gennaio del 2023 la Procura della Repubblica ha autorizzato la ripresa dei lavori, per la messa in sicurezza del costone crollato e lo scavo dei 150 m finali della prima galleria.
I lavori di scavo della seconda galleria sono terminati l'8 marzo del 2024. Il sindaco Gaetano Manfredi, presente sul cantiere per celebrare l'ultimazione della galleria, rivela che la stazione Capodichino Aeroporto sarà aperta verso la fine del 2026; nello stesso anno anche Poggioreale.
Una volta ultimate le seguenti fermate, sarà possibile collegare attraverso un'unica linea metropolitana, ed in pochi minuti tra loro: l'Aeroporto di Napoli, il Centro Direzionale di Napoli, la Stazione Ferroviaria Centrale di Napoli (Garibaldi) e il Porto di Napoli (uscita Stazione Marittima di Napoli della fermata Municipio).
È in costruzione anche la tratta Piscinola-Di Vittorio con quattro nuove fermate (Miano, Regina Margherita, Secondigliano e Di Vittorio). Questa tratta permetterà alla linea 1 di chiudersi e di formare un anello. I lavori sono in capo alla Regione Campania e realizzati da EAV, tuttavia i lavori sono rimasti fermi per anni a causa di un contenzioso fino a quando successivamente il 22 aprile 2017 la Regione Campania con un nuovo stanziamento di fondi per le opere ha avviato il ripristino dei lavori e la riapertura dei cantieri lungo la linea che saranno completati nel 2026.

### Costi
Secondo le informazioni fornite dalla Corte dei Conti nel 2017, il costo inizialmente previsto per la realizzazione della linea 1 ammontava a 1,6 miliardi di euro. Tuttavia, a seguito dell’analisi dei dati, si è stimato che il costo complessivo, comprensivo di oneri ed espropri, sia salito a 3,3 miliardi di euro, con un incremento del 105% rispetto alla previsione originale.
Tra le tratte considerate, la tratta Piscinola-Dante ha registrato il maggiore aumento in termini di percentuale (+119%). Tuttavia, è importante notare che questa tratta è anche la più lunga, estendendosi per 13,3 km e comprendendo 14 stazioni. In confronto, la tratta Museo-Garibaldi ha visto un aumento dei costi pari al 95%, ma su una lunghezza di 5,5 km e 5 stazioni.
L'analisi delle due tratte evidenzia una ripartizione differente dei costi:
- Tratta alta (Piscinola-Dante): Il costo complessivo di questa tratta ammonta a 1,5 miliardi di euro, di cui 635 milioni (pari al 43%) sono attribuiti al costo delle stazioni e 850 milioni (57%) al costo del tunnel.
- Tratta bassa (Museo-Garibaldi): Il costo totale di questa tratta è pari a circa 1,8 miliardi di euro. Di questo importo, 1 miliardo (57%) sono stati destinati alla costruzione delle stazioni, mentre circa 800 milioni (43%) hanno coperto i costi del tracciato.

Il costo medio per la realizzazione dell'intera rete della metropolitana di Napoli (tratta Piscinola-Garibaldi), stimato in circa 174 milioni di euro per chilometro, risulta significativamente superiore rispetto ai costi medi di investimento registrati per infrastrutture analoghe in Europa. Un confronto condotto su un campione di 25 metropolitane europee realizzate tra il 1970 e il 2018, comparabili per tipologia, lunghezza e numero di stazioni, evidenzia infatti come la linea 1 di Napoli presenti un differenziale di costo pari a circa il 30% rispetto alla media europea, che si attesta attorno ai 120 milioni di euro per chilometro.
Un'analisi più dettagliata dei costi per tratte mostra una certa eterogeneità: la sezione Piscinola-Dante presenta costi unitari sostanzialmente in linea con la media europea, con un valore di circa 112 milioni di euro per chilometro. Al contrario, la tratta più recente, compresa tra Museo e Garibaldi, fa registrare costi sensibilmente superiori, pari a quasi tre volte la media europea.
L'analisi dei principali fattori di incremento dei costi, basata sulle risultanze della deliberazione della Corte dei Conti del 2017, su testimonianze raccolte nell’ambito della presente valutazione e su confronti comparativi tra strutture di costo di diverse metropolitane – individua una serie di elementi strutturali e contestuali che hanno influito significativamente.
In primo luogo, la tipologia dell’infrastruttura rappresenta un elemento determinante. Circa il 73% del tracciato della linea 1 si sviluppa in galleria, configurazione che implica costi di investimento generalmente doppi rispetto alle metropolitane sopraelevate.
In secondo luogo, la letteratura di settore evidenzia come la dimensione complessiva dell’opera e la durata del processo di realizzazione costituiscano due fattori chiave nella generazione di costi superiori alle previsioni iniziali, oltre che nella determinazione di ritardi significativi.
A tali fattori strutturali si aggiungono problematiche strettamente legati alla conformazione progettuale e operativa della linea 1. La geometria del tracciato, la prevalenza di tratte in tunnel e la collocazione delle stazioni a profondità rilevanti (spesso superiori ai 40 metri) hanno reso necessarie soluzioni ingegneristiche complesse in un contesto urbano caratterizzato da elevata densità edilizia e da vincoli geomorfologici eterogenei. Inoltre, molte delle stazioni della cosiddetta tratta bassa si trovano in aree a elevata valenza storica e architettonica, che hanno richiesto una progettazione altamente qualificata e l'integrazione di elementi di pregio artistico e architettonico.

## Patrimonio artistico e archeologico

### Stazioni dell'arte

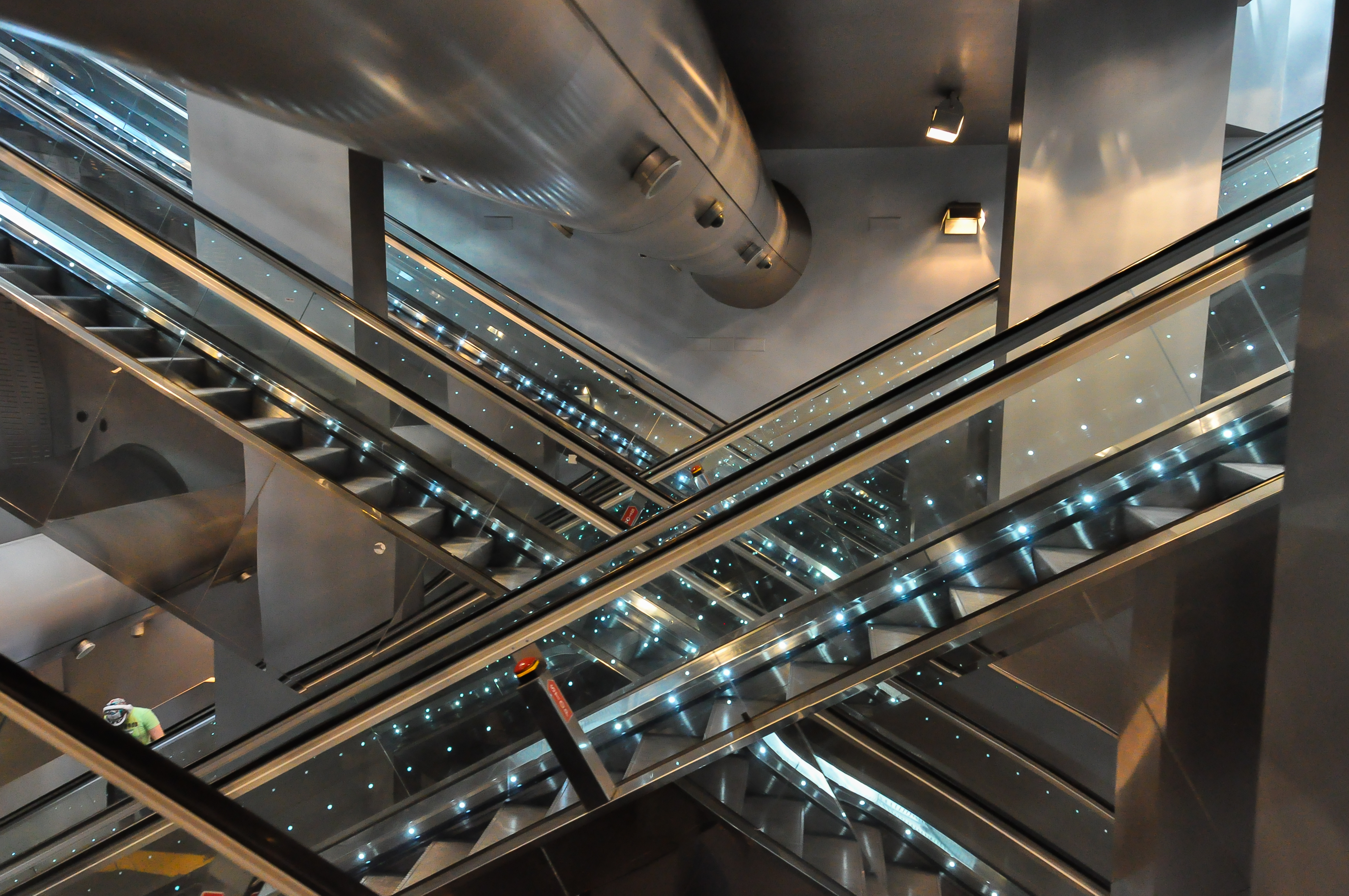
Scale mobili della stazione Garibaldi.
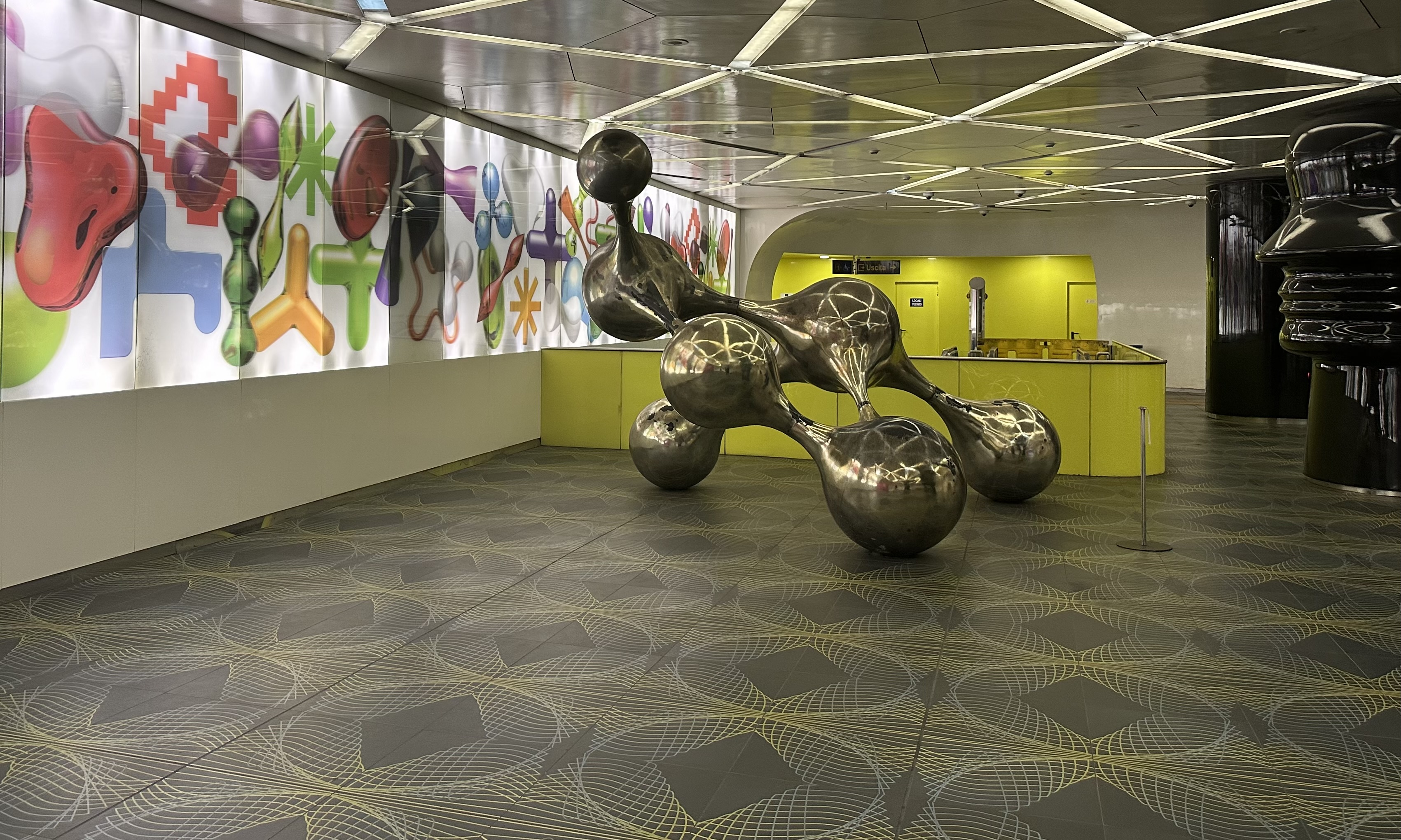
Scultura Synapsi alla stazione Università.
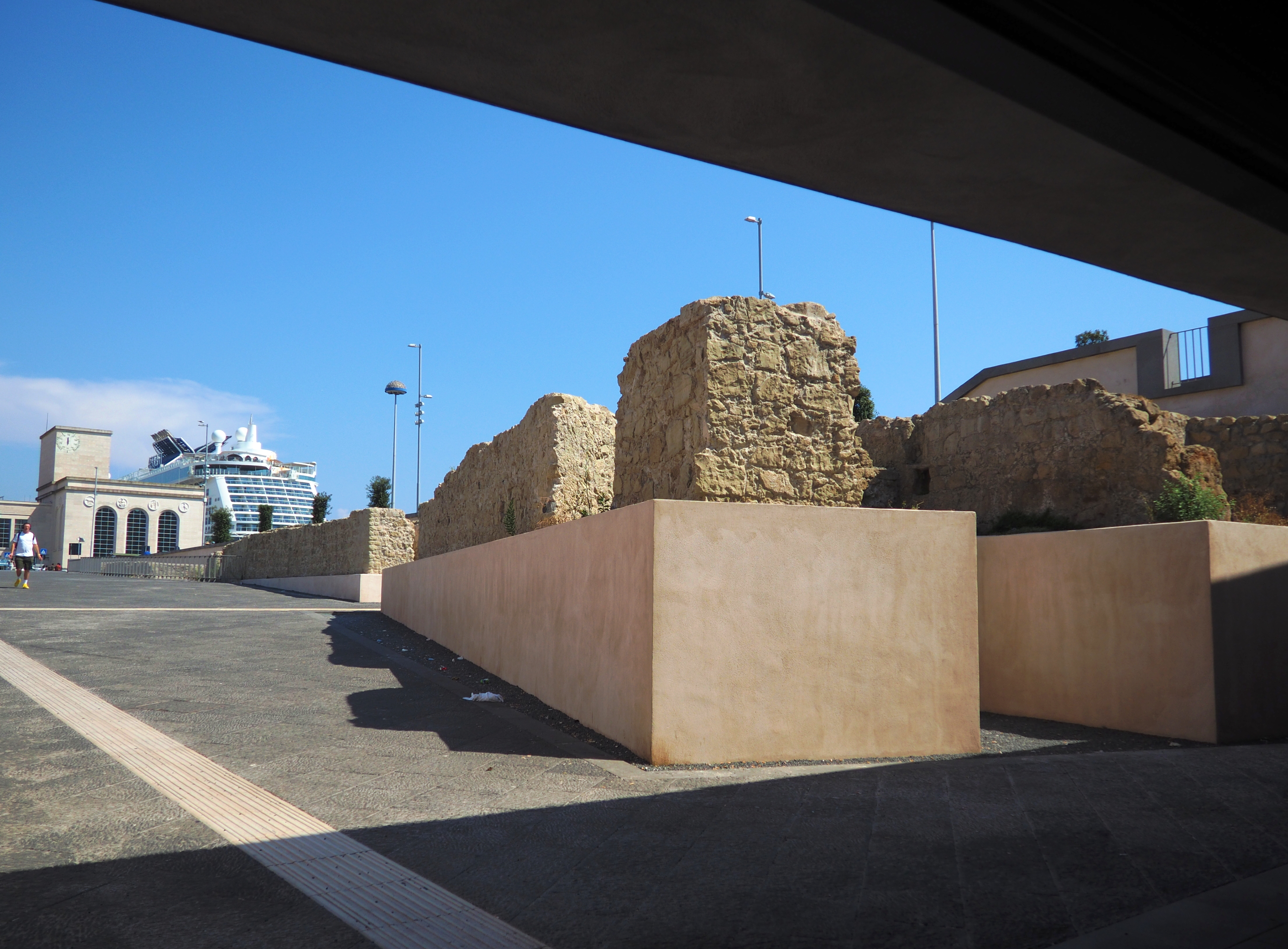
Porto di Napoli dall'uscita della stazione Municipio, con vista sui resti dei muraglioni del porto antico.
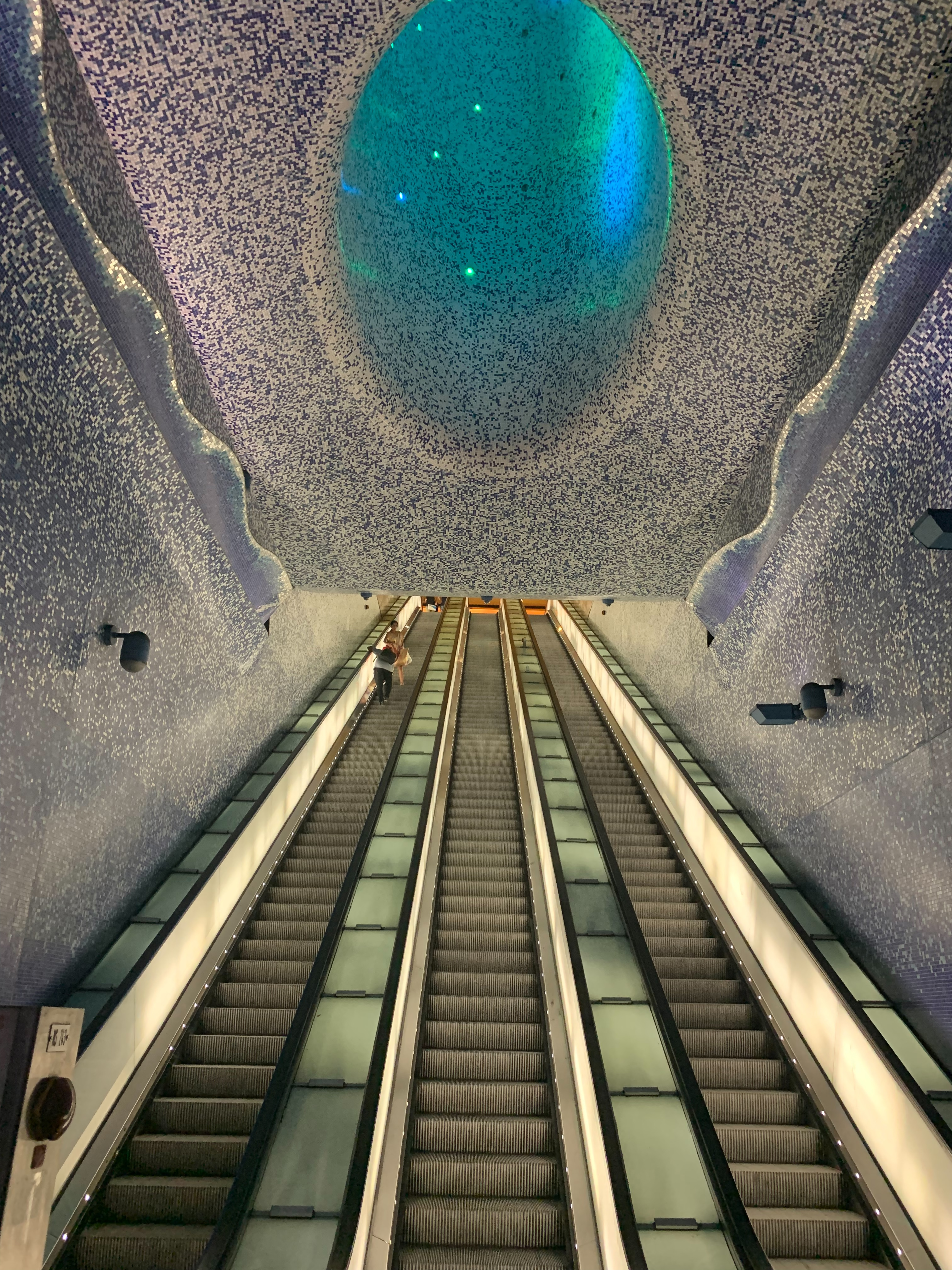
Il Crater de luz di Oscar Tusquets Blanca nella stazione Toledo.
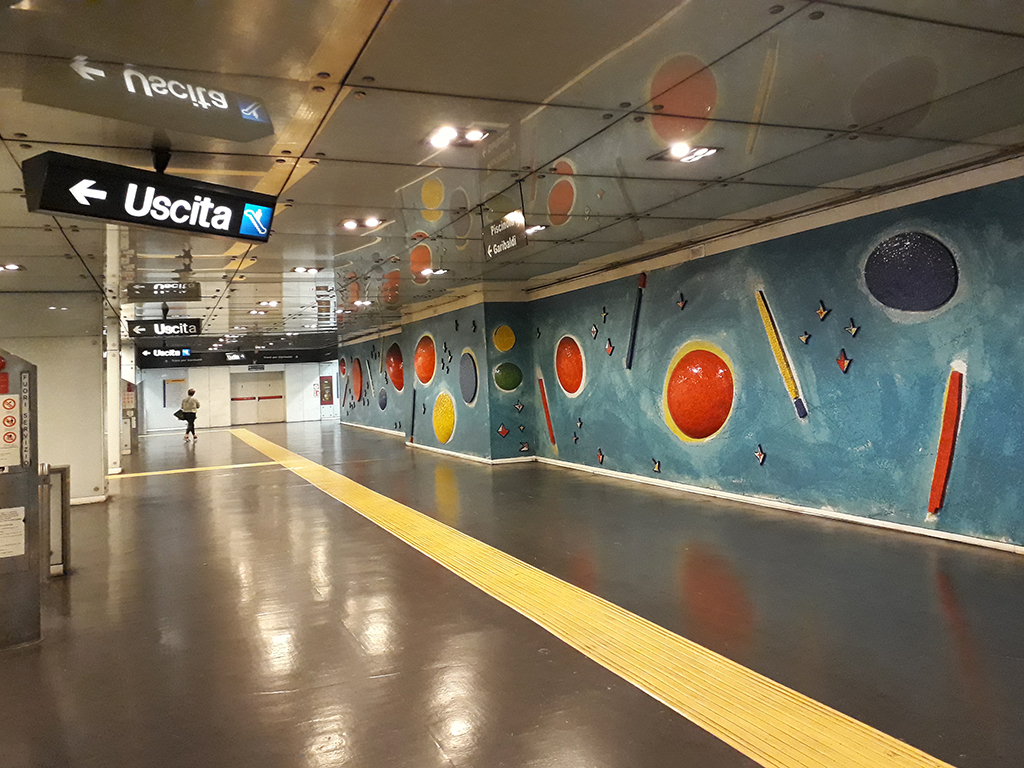
Il mosaico Universo senza bombe, regno dei fiori. 7 angeli rossi di Nicola De Maria nell'atrio della stazione Dante.
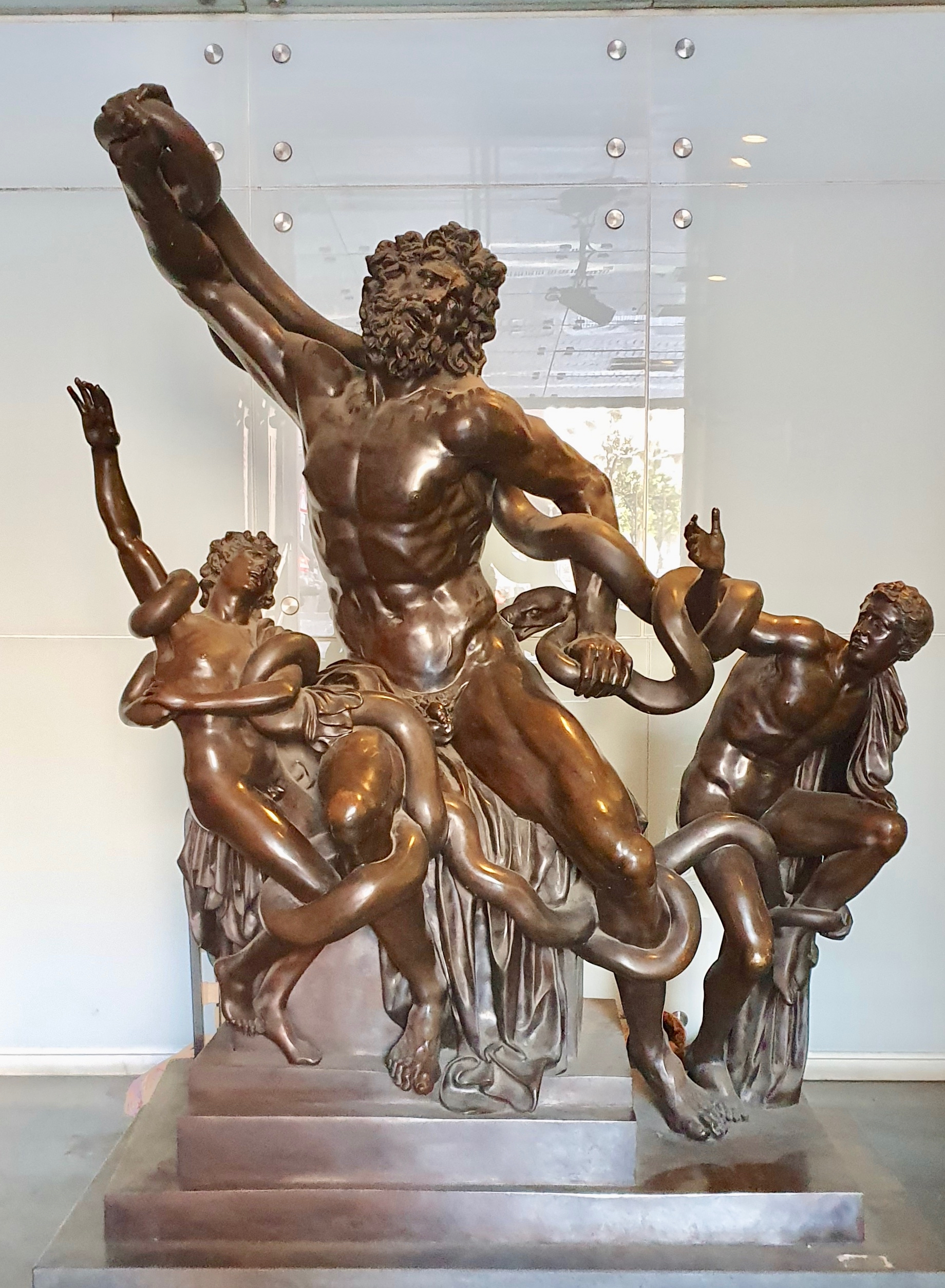
Statue presso l'ingresso della stazione Museo.

La linea 1 è nota per le sue "stazioni dell'arte", caratterizzate dalla presenza di un significativo patrimonio artistico. Queste stazioni si distinguono per l'integrazione di opere d'arte contemporanea e installazioni realizzate da artisti di fama internazionale. Tale iniziativa rende ogni stazione un punto di interesse culturale oltre che un nodo di trasporto.
La stazione Garibaldi della Linea 1 della metropolitana di Napoli, progettata dall'architetto francese Dominique Perrault, è un esempio significativo di architettura moderna e funzionale. Servendo la zona ferroviaria della città e i rioni Duchesca e Vasto, la stazione è caratterizzata da un grande pergolato metallico in teflon forato che fornisce ombra alla sottostante piazza ipogea, dove sono previste numerose attività commerciali. L'interno della stazione è dominato dall'uso dell'acciaio satinato e lucido, con dettagli in arancione brillante che creano un ambiente luminoso grazie alla copertura in vetro trasparente che permette alla luce naturale di arrivare fino quasi al piano banchina, situato a circa 40 metri di profondità. Due grandi opere di Michelangelo Pistoletto, intitolate "Stazione", sono installate vicino alle ultime rampe di scale mobili e presentano pannelli in acciaio specchiante con fotografie serigrafate di passeggeri, mescolando immagini statiche e riflesse per un effetto dinamico e interattivo.
La stazione Università, progettata da Karim Rashid e Alessandro Mendini e inaugurata il 26 marzo 2011, è un inno all'era digitale e all'informazione. Colorata ed eclettica, la stazione utilizza materiali come il Corian e l'acciaio specchiante, e presenta un forte contrasto cromatico tra il rosa fucsia e il lime, guidando visivamente i passeggeri. Numerose opere d'arte adornano la stazione, come i pilastri Conversational profile, il light box Ikon, e la scultura Synapsi, che simboleggiano comunicazione e intelligenza umana.
La stazione Municipio, progettata da Álvaro Siza ed Eduardo Souto de Moura, è particolarmente significativa per i numerosi reperti storici e archeologici ritrovati durante gli scavi. Questi reperti, inclusi i resti dell'antico porto di Neapolis e delle fortificazioni del Maschio Angioino, sono stati integrati nella struttura della stazione, trasformandola in un museo oltre che in un nodo di trasporto.
La stazione Toledo, progettata da Óscar Tusquets Blanca e inaugurata il 17 settembre 2012, è concepita per evocare un viaggio sottomarino. Il design della stazione, che si estende fino a circa 50 metri di profondità, include elementi come il Crater de luz, un grande cono che attraversa tutti i piani della stazione, e installazioni artistiche come Relative light di Robert Wilson e By the sea... you and me, che ricreano un ambiente marino.
La stazione Dante, progettata da Gae Aulenti e inaugurata il 27 marzo 2002, si trova sotto l'omonima piazza e mantiene l'impianto settecentesco della zona. Gli interni della stazione presentano opere di artisti contemporanei come Carlo Alfano, Joseph Kosuth, Michelangelo Pistoletto, e Jannis Kounellis. La stazione è un esempio di come l'arte possa integrarsi perfettamente con l'architettura e il design urbano.
La stazione Museo, inaugurata nel 2001, connette la linea 1 con il Museo archeologico nazionale di Napoli attraverso un corridoio mobile. Progettata anch'essa da Gae Aulenti, la stazione presenta riproduzioni di importanti opere d'arte classica e fotografie che anticipano i tesori del vicino museo.
Infine, la stazione Materdei, progettata da Alessandro Mendini e aperta nel 2003, è caratterizzata da un ingresso rivestito di mosaici, una grande stella gialla e verde, e opere d'arte contemporanea che arricchiscono l'esperienza dei viaggiatori con colori vivaci e forme geometriche.

### Resti e reperti archeologici rinvenuti

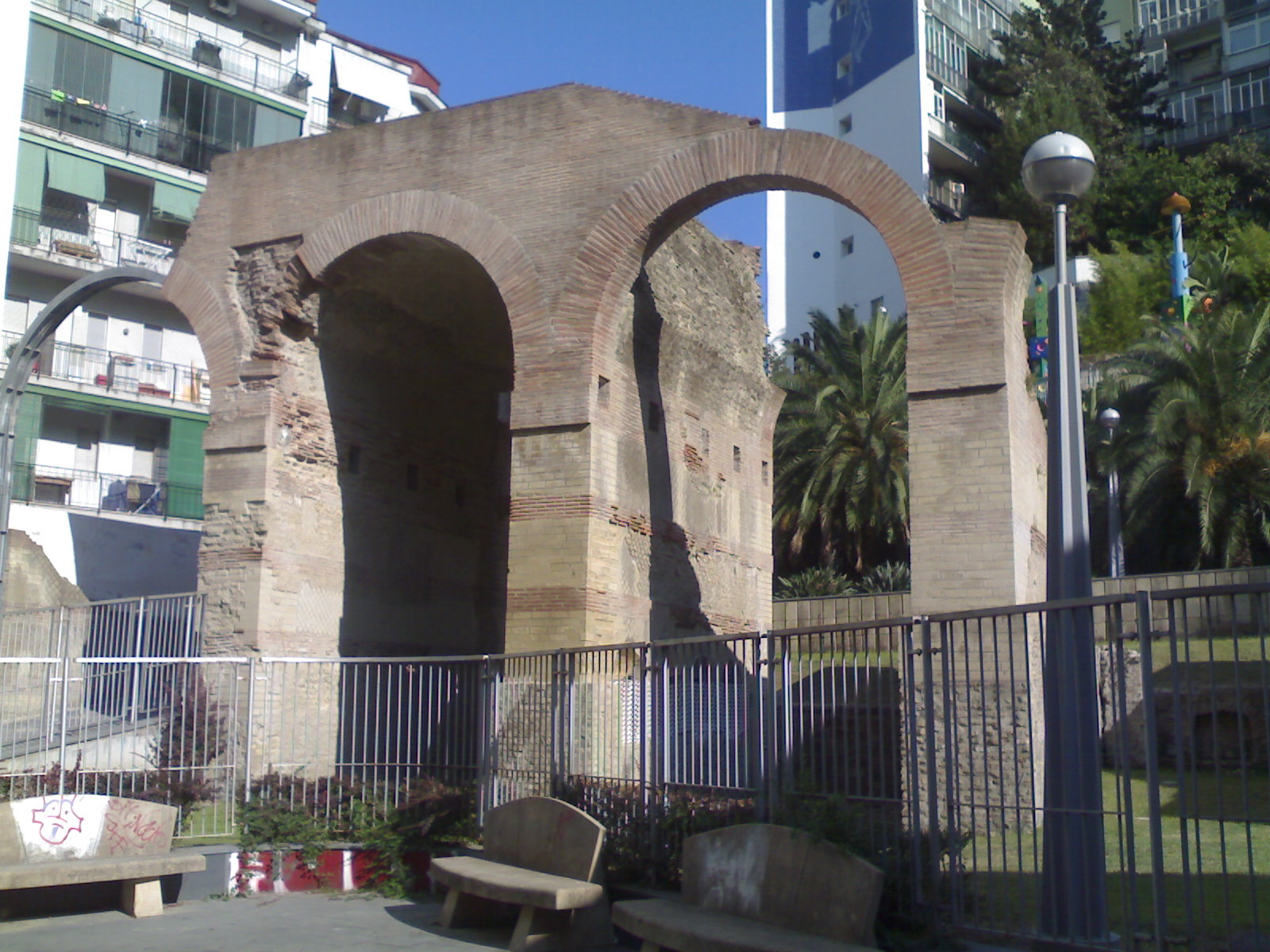
Le arcate del ponte romano di via Salvator Rosa.
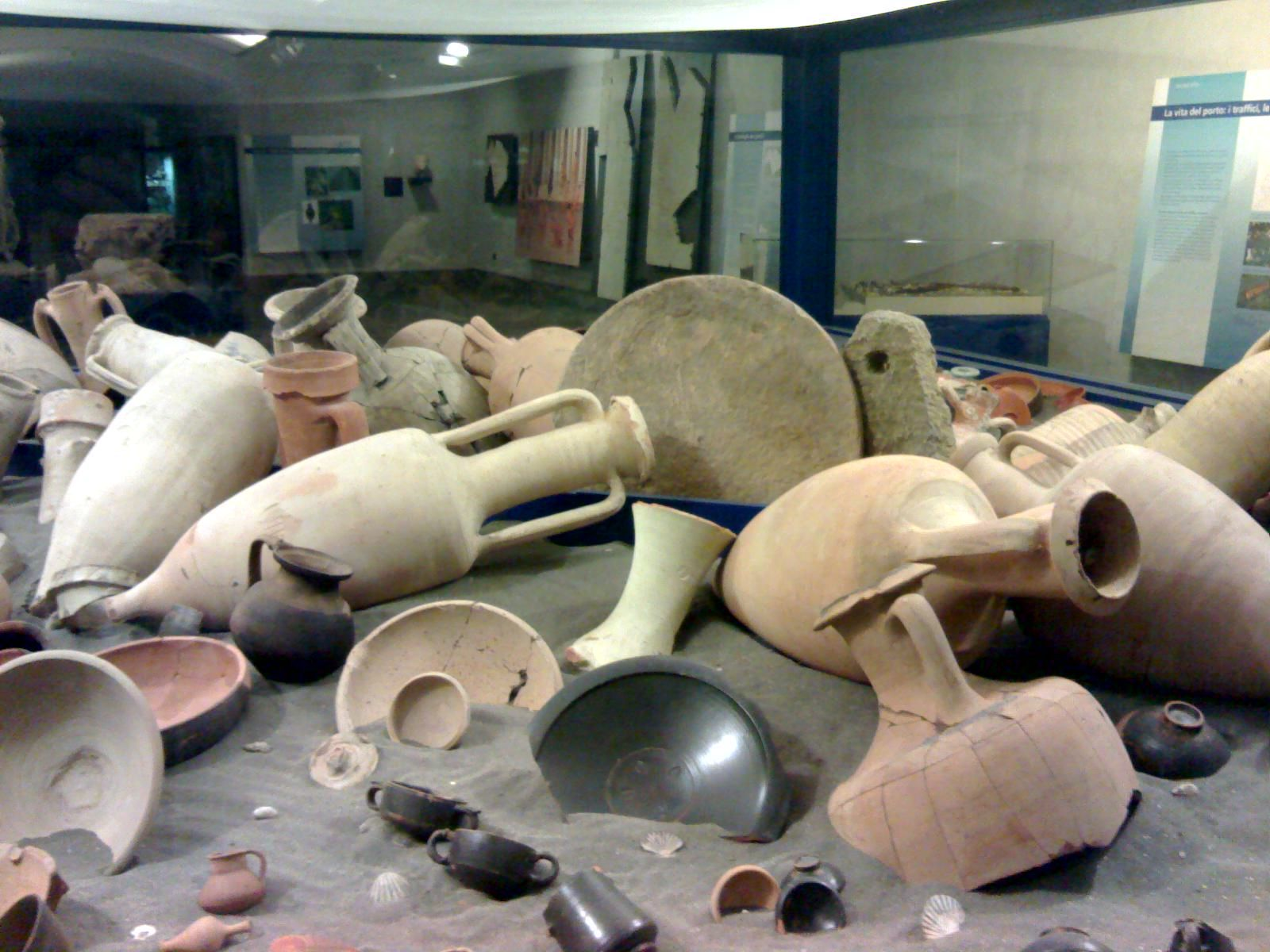
Anfore rinvenute durante gli scavi della stazione Municipio.
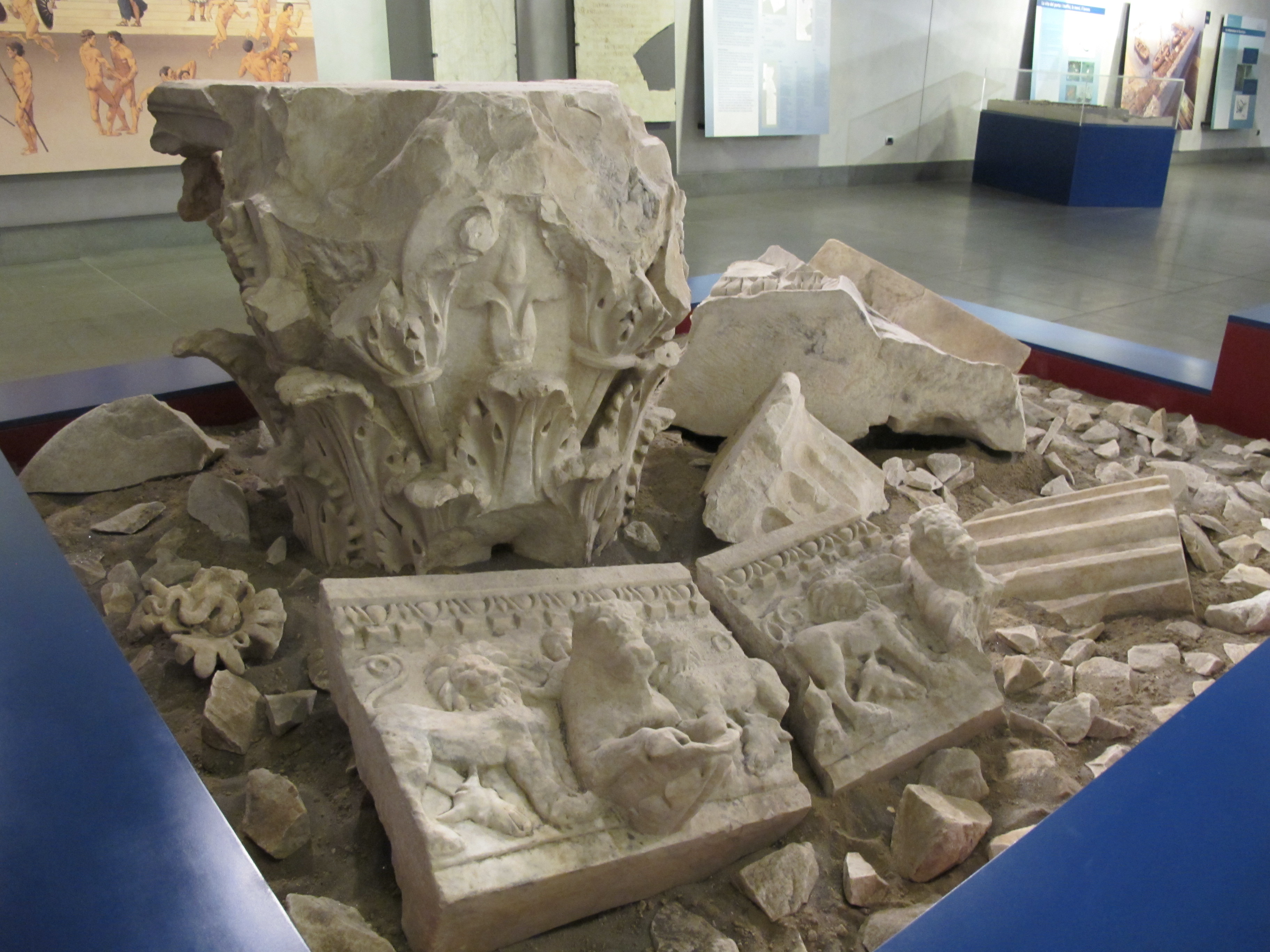
Blocchi di marmo rinvenuti durante gli scavi della fermata Università.
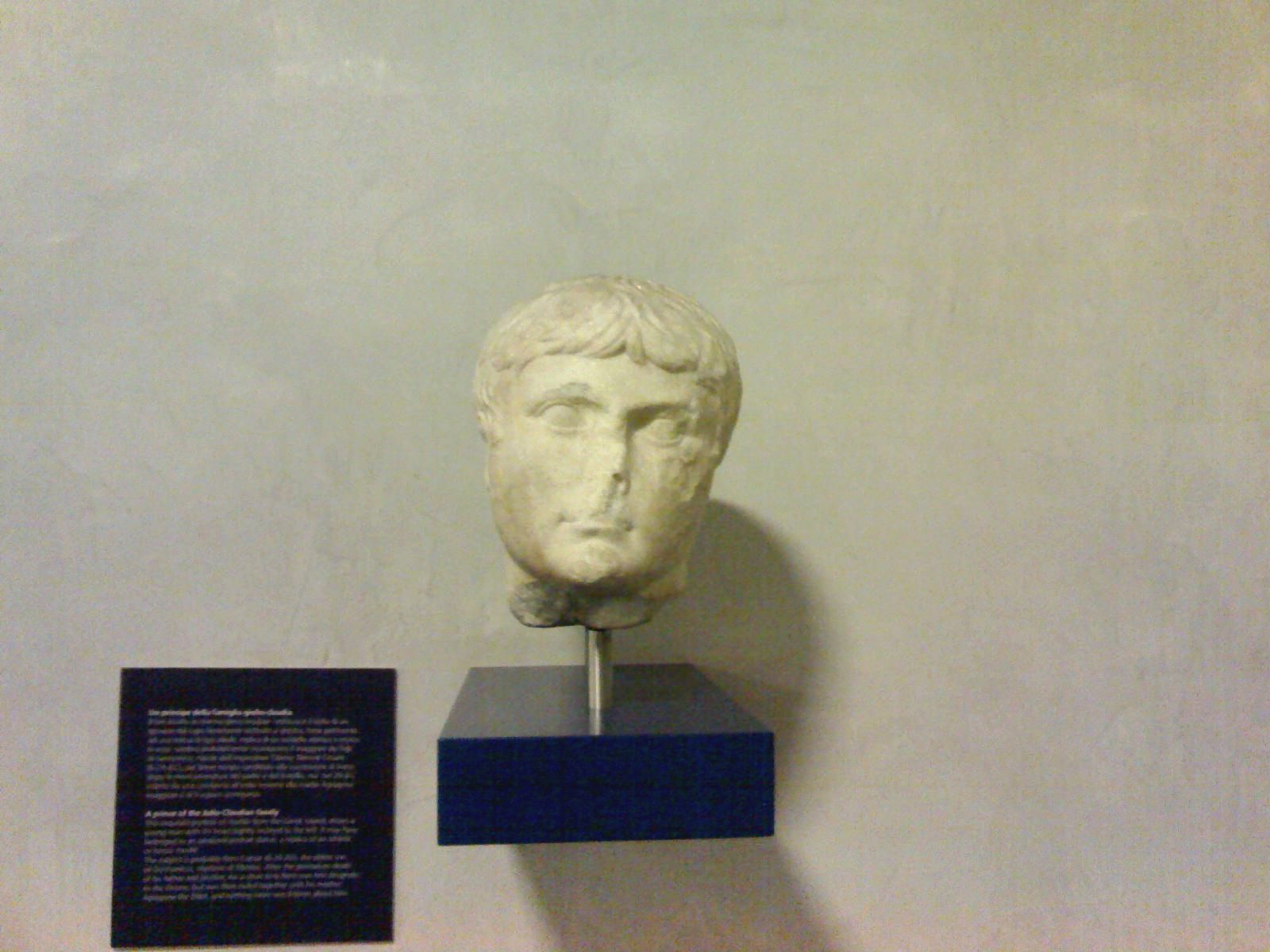
Testa marmorea probabilmente ritraente Nerone Cesare, figlio di Germanico, rinvenuto presso la stazione Duomo.

Durante gli scavi della metropolitana di Napoli, sono stati scoperti numerosi reperti archeologici che abbracciano diverse epoche storiche della città partenopea. Questi ritrovamenti, collocabili dal periodo preistorico fino all'epoca aragonese, sono stati esposti nella Stazione Neapolis, un piccolo ambiente museale integrato nel Museo Archeologico Nazionale di Napoli.
I principali scavi si sono concentrati nelle stazioni meridionali della linea, in particolare a Toledo, Municipio, Università e Duomo. Ad esempio, nella stazione di Toledo sono stati rinvenuti reperti che spaziano dall'epoca preistorica a quella bizantino-aragonese, inclusi frammenti di fortificazioni edilizie e un paleosuolo con tracce di arature del Neolitico.
A piazza Municipio, gli scavi hanno portato alla luce un antico porto romano, con relitti di navi, anfore, monete e altri manufatti che attestano l'importanza e l'attività del porto nell'antica Neapolis. La scoperta di barconi romani ben conservati ha sottolineato l'importanza strategica e commerciale di Napoli in epoca romana.
Presso la stazione Università, i lavori di scavo hanno rivelato i resti di una fortificazione bizantina e elementi architettonici di epoca imperiale, come un capitello corinzio e lastre marmoree raffiguranti scene di sacrificio e figure di legionari.
La stazione Duomo ha visto emergere numerosi reperti di rilievo, tra cui resti di un edificio pubblico di epoca augustea e una fontana marmorea medievale con graffiti. Sono stati inoltre rinvenuti importanti elementi del Gymnasium antico, come colonne, pavimenti a mosaico e lastre con iscrizioni dei vincitori delle Isolimpiadi.
Infine, nella stazione Garibaldi, i ritrovamenti includono mura romane e resti di fondazioni pre-Risanamento, fornendo nuove informazioni sul perimetro sudorientale dell'antica Neapolis.

## Caratteristiche tecniche
|  | Unknown route-map component "uhkSTRc2" | Unknown route-map component "uhkHSTACC3+l" | Unknown route-map component "uhkSTR2+r" | Unknown route-map component "uhkSTRc3" | Unknown route-map component "utCONTg" |  |

|  | Unknown route-map component "uhkSTR+1" | Unknown route-map component "hkSTR-c4" | Unknown route-map component "hkSTR-c1" | Unknown route-map component "uhkACC+4" + Unknown route-map component "HUBaq" | Unknown route-map component "utACCe@f" + Unknown route-map component "HUBeq" |  |

|  | Unknown route-map component "uhHSTACC" |  |  | Unknown route-map component "uehKRWgl" | Unknown route-map component "uexKRWg+r" |  |

|  | Unknown route-map component "uhSTRe@f" |  |  | Unknown route-map component "uhENDEe" | Unknown route-map component "uextSTRa" |  |

|  | Unknown route-map component "utHSTACCa@g" |  |  |  | Unknown route-map component "uextHSTACC" |  |

| Unknown route-map component "utSTRc2" | Unknown route-map component "utSTR3" |  |  |  | Unknown route-map component "uextHSTACC" |  |

| Unknown route-map component "utHSTACC+1" | Unknown route-map component "utSTRc4" |  |  |  | Unknown route-map component "uextHSTACC" |  |

| Unknown route-map component "utHSTACC2" | Unknown route-map component "utSTRc3" |  |  |  | Unknown route-map component "uextHSTACC" |  |

| Unknown route-map component "utSTRc1" | Unknown route-map component "utHSTACC2+4" | Unknown route-map component "utSTRc3" |  |  | Unknown route-map component "uextHSTACC2" | Unknown route-map component "uextSTRc3" |

|  | Unknown route-map component "utSTRc1" | Unknown route-map component "utHSTACC+4" |  |  | Unknown route-map component "uextSTRc1" | Unknown route-map component "uextSTR+4" |

| Unknown route-map component "utkSTRc2" | Unknown route-map component "utkSTR3+l" | Unknown route-map component "utkKRZ2+rto" | Unknown route-map component "utkSTRc3" |  |  | Unknown route-map component "uextHSTACC" |

| Unknown route-map component "utkSTR+1" |  | Unknown route-map component "utHSTACC" | Unknown route-map component "utkSTR+4" |  |  | Unknown route-map component "uextHSTACC" |

| Unknown route-map component "utSTRl" | Unknown route-map component "utHSTACCq" | Unknown route-map component "utSTRr" | Urban tunnel straight track |  |  | Unknown route-map component "utKACCxa" |

|  |  |  | Unknown route-map component "utHSTACC" |  | Unknown route-map component "uSTRc2" | Unknown route-map component "utSTR3e" |

|  |  |  | Unknown route-map component "utHSTACC" |  | Unknown route-map component "utSTR+1a" | Unknown route-map component "uSTRc4" |

|  |  | Unknown route-map component "utSTRc2" | Unknown route-map component "utHSTACC3" |  | Unknown route-map component "utHSTACC" |  |

|  |  | Unknown route-map component "utHSTACC+1" | Unknown route-map component "utSTRc4" |  | Unknown route-map component "utHSTACC" |  |

|  |  | Unknown route-map component "utkHSTACC2" |  |  | Unknown route-map component "utkHSTACC3" |  |

|  |  | Unknown route-map component "utkSTRc1" | Unknown route-map component "utkHSTACCl+4" | Unknown route-map component "utkSTRr+1" | Unknown route-map component "utkSTRc4" |  |

La linea, a causa della complessità morfologica del territorio napoletano, ha delle pendenze molto elevate. Anche il percorso è molto complesso: vi è infatti un tratto in cui la metropolitana fa una curva molto stretta e molto in pendenza, ed un altro tratto in cui passa per lo stesso punto dove era passata in precedenza, ma più in profondità (è il tratto a "spirale" che si vede sulle mappe della linea).

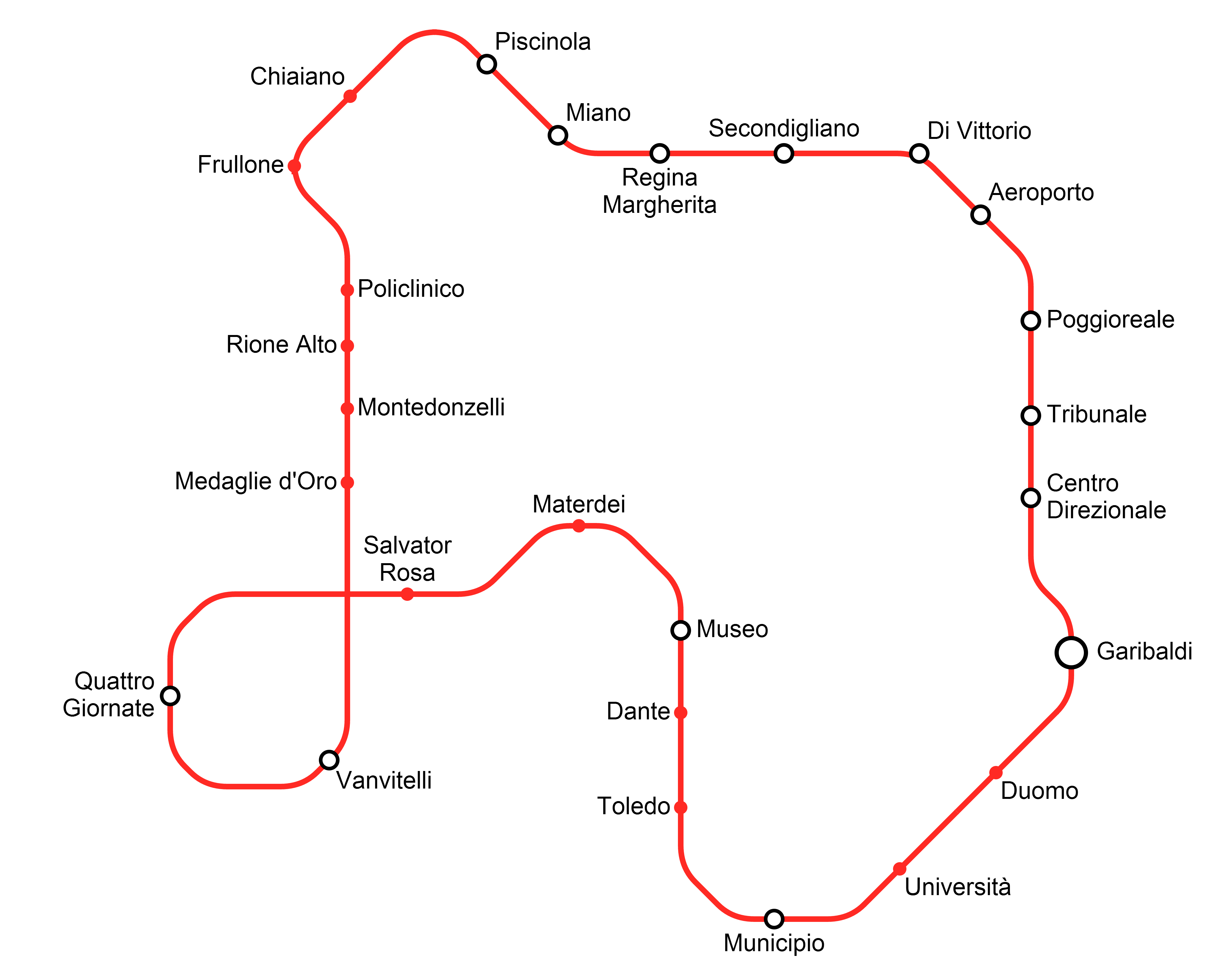
Mappa della linea 1 al suo completamento

La linea in esercizio è lunga 20,7 km (sarà lunga circa 25 km al suo completamento) ed è composta da venti stazioni. Lo scartamento è quello ordinario di 1 435 mm. La distanza media tra le stazioni è di 842,5 m.
La linea è per la maggior parte sotterranea, esclusa la tratta su viadotto da Piscinola-Scampia a Colli Aminei, nonché un breve tratto in trincea poco prima della stazione di Centro Direzionale. La trazione è elettrica in corrente continua, l'alimentazione avviene tramite linea aerea a 1 500 V.
Ogni stazione è dotata di due banchine, ognuna delle quali serve una specifica direzione, eccetto in casi di limitazioni di percorso. La linea è progettata con due tunnel separati nei quali viaggiano i treni, ad eccezione del tratto in viadotto tra Piscinola e Colli Aminei, del tratto Montedonzelli-Vanvitelli e infine del tratto Garibaldi-Centro Direzionale, nel quale i binari sono contenuti in un unico tunnel. Quasi tutte le stazioni sono dotate di banchine laterali, eccetto quelle dei tratti Colli Aminei-Montedonzelli e Salvator Rosa-Museo, nelle quali le banchine sono ad isola (la stazione di Quattro Giornate ha la peculiarità di avere le banchine su due livelli diversi tra loro). La stazione Rione Alto e quelle del tratto Vanvitelli-Garibaldi sono incluse nel circuito delle stazioni dell'arte, dove in ognuna di esse sono esposte installazioni artistiche.

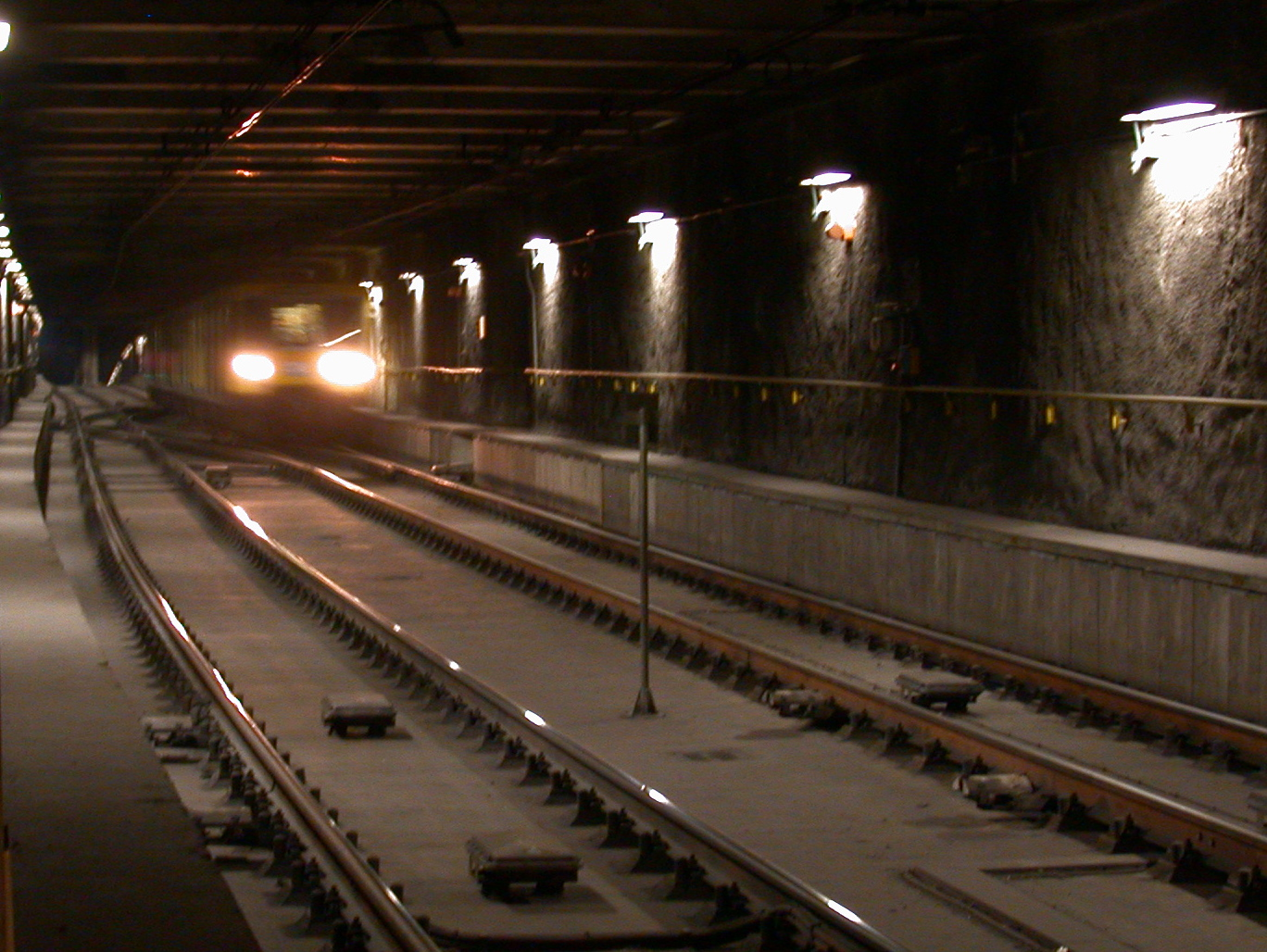
Vista di una galleria della linea (tratto Vanvitelli-Medaglie d'Oro)

Nel tratto da Piscinola a Colli Aminei le traverse sono posate su una massicciata di pietrisco, mentre sul resto della linea le traverse poggiano direttamente su una base di calcestruzzo all'interno delle gallerie.
La circolazione dei treni avviene sul binario di sinistra, come in tutta la rete metropolitana di Napoli. In caso di necessità, come guasti o interruzioni, i treni possono effettuare inversione di marcia nelle stazioni predisposte come Colli Aminei, Medaglie d'Oro, Vanvitelli e Dante.
La tratta più vecchia della linea, Piscinola-Colli Aminei, era dotata originariamente di un sistema di segnalamento Apparato centrale elettrico a itinerari (ACEI), con gestione autonoma da parte di ciascuna stazione. Questo sistema non consentiva frequenze inferiori a 7-8 minuti ed era incompatibile con tecnologie digitali moderne.
Con l'apertura del tratto Dante-Garibaldi nel 2013, fu introdotto un sistema più avanzato, l'Apparato centrale computerizzato multistazione (ACCM), che permette il controllo centralizzato da un Posto Centrale Operativo (PCO) situato presso la stazione Colli Aminei. Tuttavia, la parte nord della linea (Piscinola–Dante) è rimasta per anni gestita con il vecchio ACEI, impedendo l'integrazione tra le due sezioni. Dal 2020 è in corso un intervento per sostituire l'ACEI con l'ACCM anche sulla tratta Piscinola–Dante e integrare l'intera linea con un nuovo sistema SCADA, in grado di garantire frequenze fino a 3 minuti. Tra giugno e settembre 2025 sono stati programmati i lavori tecnici per l'adeguamento degli impianti sulla tratta Piscinola-Colli Aminei e la rimozione dei dispositivi ACEI rimanenti, mirati all’implementazione del sistema CBTC di ultima generazione, che abiliterà la conduzione semiautomatica dei treni CAF Inneo, già progettati per tale tecnologia.
Oltre ai capolinea, la linea dispone di alcune stazioni intermedie tecnicamente abilitate all’inversione di marcia dei treni.
Le stazioni di Vanvitelli e Dante sono entrambe dotate di binari centrali che consentono operazioni di inversione in modo regolare e sicuro; tali stazioni vengono frequentemente utilizzate in caso di limitazioni di servizio o per esigenze operative. 
La stazione di Museo, pur non utilizzata abitualmente per questo scopo, è tecnicamente predisposta per consentire l’inversione, qualora necessario. 
La stazione di Garibaldi è strutturata per permettere l'inversione dei convogli anche tramite scambi posizionati a monte della banchina, in previsione della futura prosecuzione della linea verso Capodichino.
Le condizioni geologiche e idrogeologiche particolari della Città hanno influenzato la costruzione della linea, con diverse soluzioni ingegneristiche adottate per affrontare le caratteristiche del terreno, che include strati di tufo e altre formazioni rocciose tipiche della zona.

## Materiale rotabile

### Le prime vetture: le Metronapoli M1
I primi convogli ad entrare in servizio sulla linea sono state le elettromotrici Serie M1, prodotte da un consorzio composto da Firema Trasporti (all'epoca Officine Fiore), Ansaldo Trasporti e Sofer-Breda Costruzioni Ferroviarie. Furono progettate negli anni '80, costruite tra il 1991 e il 1992 e sono in uso dal 1993. Il progetto prende spunto principalmente dai treni serie MA 100 della metropolitana di Roma. Il numero di treni a disposizione, con il passare degli anni, si è ridotto sempre di più, fino ad avere 4 vetture (12 unità di trazione in composizione tripla) in circolazione sulla linea al 2023, anche per conseguenza di un incidente del 14 gennaio 2020. Nel corso del 2024 sono state ritirate dal servizio e accantonate in deposito, pronti ad entrare in servizio solo in caso di emergenza.

### I treni CAF Inneo
I treni CAF Inneo sono in composizione da sei vetture Tc-M-M-M-M-Tc con le rimorchiate pilota classificate come R.0XX e le motrici intermedie classificate come M.0XX. I convogli totali saranno 24, lunghi 108 metri e composti da 6 casse, con una capacità di 1200 persone.
I primi 10 treni CAF Inneo, dal costo di 87,6 milioni di euro, furono acquistati nel 2017 dalla società spagnola Construcciones y Auxiliar de Ferrocarriles (CAF), a causa dei lunghi tempi di attesa (dovuti proprio al fatto che la metropolitana aveva un numero di vetture insufficiente rispetto all'estensione della linea, ma anche all'età dei precedenti treni, le Metronapoli M1, di quasi 30 anni). In seguito, i convogli diventarono 24, con un successivo investimento per un totale di 192 milioni di euro. A ottobre 2019 vengono mostrate dal sindaco Luigi de Magistris le prime immagini dei nuovi convogli INNEO in costruzione presso la CAF di San Sebastián. La prima consegna è avvenuta il 9 marzo 2020, all'inizio del lockdown causato dall'arrivo in Italia della Pandemia di COVID-19.  Questo ha impedito l'avvio dei collaudi necessari per la messa in servizio dei treni, che è avvenuto solamente a luglio 2020. In seguito sono state annunciate, e poi disattese, diverse date per la messa in servizio commerciale.
Il 13 luglio 2021, durante una corsa di prova del primo nuovo treno giunto in città, con a bordo la commissione ministeriale USTIF (l'ente incaricato al collaudo che aveva il compito valutarli prima dell'immissione in linea), l'imperiale del treno ha preso fuoco a causa di un corto circuito, sciogliendo il tetto del convoglio. In seguito all'incidente, i collaudi di tutti i treni vengono sospesi in attesa di una relazione sull'accaduto. Alla fine di ottobre 2021 il Ministero ha dato parere favorevole alla ripresa delle prove dei nuovi treni, giudicando l'incendio verificatosi come conseguenza di un generico degrado delle infrastrutture di linea; tuttavia, le prove sui binari dei nuovi treni sono riprese solo a gennaio 2022, affidandone la gestione all'ANSFISA. La messa in servizio del primo treno, inizialmente prevista entro l'estate 2022, è poi avvenuta il 18 ottobre 2022 alla presenza del sindaco Gaetano Manfredi.
A giugno 2025 sono stati collaudati e sono operativi 17 treni CAF Inneo. Sulla linea ne vengono impiegati attualmente 10 al giorno. 

## Frequentazione
| anno                                                                          | anno |  | passeggeri | passeggeri |
| ----------------------------------------------------------------------------- | ---- |  | ---------- | ---------- |
| 2024                                                                          | 2024 |  | 44 433 640 |            |
| 2023                                                                          | 2023 |  | 36 905 515 |            |
| 2022                                                                          | 2022 |  | 26 414 680 |            |
| 2021                                                                          | 2021 |  | 17 348 438 | 1          |
| 2020                                                                          | 2020 |  | 14 702 862 | 1          |
| 2019                                                                          | 2019 |  | 41 094 499 |            |
| 2018                                                                          | 2018 |  | 41 033 776 |            |
| 2017                                                                          | 2017 |  | 42 523 914 |            |
| 2015                                                                          | 2015 |  | 38 056 560 |            |
| 2014                                                                          | 2014 |  | 37 656 673 |            |
| 2005                                                                          | 2005 |  | 28 637 263 |            |
| 2003                                                                          | 2003 |  | 24 000 000 |            |
| 2002                                                                          | 2002 |  | 16 500 000 |            |
| 2001                                                                          | 2001 |  | 15 000 000 |            |
| 2000                                                                          | 2000 |  | 13 500 000 |            |
| 1999                                                                          | 1999 |  | 12 300 000 |            |
| note 1 Anni interessati dalle restrizioni connesse alla pandemia di COVID-19. |      |  |            |            |

Nel 1993, con l'apertura della tratta Vanvitelli-Colli Aminei, si registra un flusso di 3 milioni di passeggeri, con una media annuale di circa 500 mila passeggeri per stazione. La stazione Vanvitelli evidenzia il volume massimo di traffico, con quasi un milione di passeggeri annui. La seguente estensione della linea, finalizzata in particolare a collegare le aree del Vomero con la periferia settentrionale della città (1995), determina un incremento significativo della domanda di trasporto.
Nel 2001, l’entrata in esercizio di ulteriori tratte e il collegamento consolidato con la periferia nord generano un flusso complessivo pari a 15 milioni di passeggeri, con un incremento pari a circa cinque volte rispetto al 1993. La nuova accessibilità dei quartieri periferici favorisce l'aumento dei flussi, in particolare nelle stazioni di Piscinola-Scampia (1,2 milioni di passeggeri) e Chiaiano (2,2 milioni di passeggeri). L'apertura di ulteriori stazioni lungo la linea contribuisce all'incremento generalizzato della domanda, con punte di crescita del 400%: Vanvitelli raggiunge i 3,94 milioni di passeggeri annui e Medaglie d'Oro i 2,58 milioni. La media di traffico per stazione si attesta a 1,4 milioni di passeggeri.
Nel 2011, la piena operatività della tratta Piscinola- Dante determina il raggiungimento di 30 milioni di passeggeri, con un incremento di circa 16 milioni in dieci anni. In questo contesto, l'apertura della stazione Dante fa emergere la stazione Museo come nodo chiave, con 6 milioni di passeggeri annui, grazie anche alla sua funzione di interscambio con la stazione Cavour e alla vicinanza alla fermata Montesanto, entrambe della linea 2. L'intermodalità e la densità di fermate nel centro storico contribuiscono a una distribuzione più omogenea dei flussi sulla cosiddetta "tratta bassa".
Nel 2019, l'apertura delle stazioni Toledo, Municipio, Università e Garibaldi comporta un ulteriore incremento del traffico, con una crescita del 20% rispetto al 2011. Garibaldi si afferma come principale nodo della rete, con 8 milioni di passeggeri annui, svolgendo un ruolo fondamentale come punto d'interscambio con la rete ferroviaria regionale e l'alta velocità. La stazione Toledo, nota anche per il valore architettonico, registra 4 milioni di passeggeri e diviene un nodo efficace di scambio con la fermata Montesanto della linea 2. Nel complesso, la domanda sulla linea 1 si distribuisce in maniera più uniforme tra le stazioni del centro, grazie alla vicinanza tra alcune fermate, soprattutto nel centro storico.
L'incremento della capillarità del trasporto pubblico garantito ha contribuito alla riduzione della congestione stradale, causata prevalentemente dal traffico individuale motorizzato. Le analisi condotte sugli effetti della linea sulla mobilità urbana evidenziano una riduzione significativa dell’uso dei veicoli privati, sia auto che moto, sin dall’inizio dell’esercizio. Nel solo 1993, con l'attivazione delle prime sei stazioni, circa un milione di viaggiatori scelse la nuova modalità di trasporto rispetto alla mobilità individuale. Nel 2019, tale cifra sale a 11 milioni di utenti deviati sulla Linea 1, con un risparmio stimato di circa 40 milioni di chilometri in veicoli equivalenti.

### Utenza
L'analisi della composizione socioeconomica dell'utenza della linea 1, basata su uno studio condotto dall'Università degli Studi della Campania Luigi Vanvitelli nel 2018, si fonda su un'indagine campionaria svolta in un giorno feriale medio, con circa 150.000 passeggeri. Di questi, il 70% risulta essere utente abituale della linea, mentre il restante ne fa un uso occasionale.
Gli utenti abituali provengono prevalentemente dal Comune di Napoli (50%) e in misura rilevante anche dalla provincia (40%). La distribuzione per fasce d’età risulta equilibrata, con prevalenza di spostamenti per motivi di lavoro (60%) e studio (20%). Tra i lavoratori che utilizzano quotidianamente la metropolitana, le categorie prevalenti sono gli impiegati e i liberi professionisti.
Gli utenti occasionali includono anche passeggeri provenienti da fuori regione, che utilizzano la linea 1 principalmente per motivi turistici.
L'analisi dei flussi conferma che una parte consistente dell’utenza proviene dalle stazioni periferiche settentrionali (Piscinola-Scampia, Chiaiano-Marianella, Frullone) e dall’area metropolitana.

## Depositi e centrale operativa
La linea ha un impianto di deposito e officina situato nei pressi del capolinea di Piscinola-Scampia, tra via Cupa della Filanda (quartiere Scampia) e via Campano (quartiere Piscinola), dove è situata anche la centrale di controllo. L'impianto di deposito si estende su un'area di circa 46.000 m², che congiuntamente all'officina di manutenzione raggiunge i 117.730 m².
Ad agosto 2020 è stato approvato un progetto preliminare di ampliamento dell’attuale deposito dei mezzi di trazione e di realizzare una nuova officina di manutenzione, che sarà in grado di ospitare 12 tratte di binari per la manutenzione dei treni e di compiere le attività di magazzino, servizi e impianti. Ulteriori 6 tratte di binari saranno riservati al ricovero e lavaggio dei convogli. A marzo 2022 è stato approvato il progetto definitivo, con un finanziamento complessivo di 57 milioni di euro, composto da fondi comunali, europei e nazionali. All'aprile 2025 i lavori di ampliamento sono in corso.
Il PCO (posto centrale operativa) della linea 1 si trova presso la stazione di Colli Aminei, capolinea della prima tratta insieme a Vanvitelli, e consiste in una sala di controllo e gestione della metropolitana con diverse postazioni: da qui si controlla il flusso dei passeggeri all'interno delle stazioni e l'affollamento delle banchine; si segue il percorso dei treni nelle gallerie; si controlla la corrente elettrica sulla linea; e si interviene in caso di guasti.